# Nimdoma Xerpa
Nimdoma Xerpa (Gauri Sankar, Nepal, 1991) és una alpinista nepalesa, especialment coneguda per ser la persona més jove en coronar l'Everest pel vessant nepalès, fita aconseguida el 22 de maig de 2008 quan aquesta comptava 17 anys. Des de l'any 2009 forma part del Seven Summits Team, un equip d'alpinistes nepaleses que té per objectiu coronar els Set Cims i reivindicar l'educació de qualitat entre les nenes i la igualtat de la dona.
Nimdoma Xerpa va créixer a la localitat de Simigaun, i va començar a anar a escola atreta pel Programa Mundial d'Aliments de les Nacions Unides, que assegurava als infants que assistien a escola un àpat al dia. Als 9 anys, però, Nimdoma Xerpa es va traslladar amb el seu germà a Katmandú, on va continuar la seva formació i es va iniciar en l'alpinisme. L'any 2008 va formar part d'un equip de 10 dones que conformaren la primera expedició inclusiva femenina al Sagarmatha, esdevenint així la dona més jove en aquell moment que aconseguia aquesta fita.
Des de l'any 2009, Nimdoma Xerpa i sis dones més —totes elles membres de la primera expedició al Sagarmatha— s'han dedicat al projecte, finalitzat amb èxit el desembre de 2014, i actualment regenta una agència de muntanyisme on, entre d'altres, es formen dones víctimes del tràfic sexual com a guies de muntanya. A més, Nimdoma Xerpa és fundadora de Global Inclusive Adventures, una ONG centrada a visitar escoles nepaleses i explicar la seva experiència al projecte dels Set Cims per inspirar els més joves.